# Shakshuka

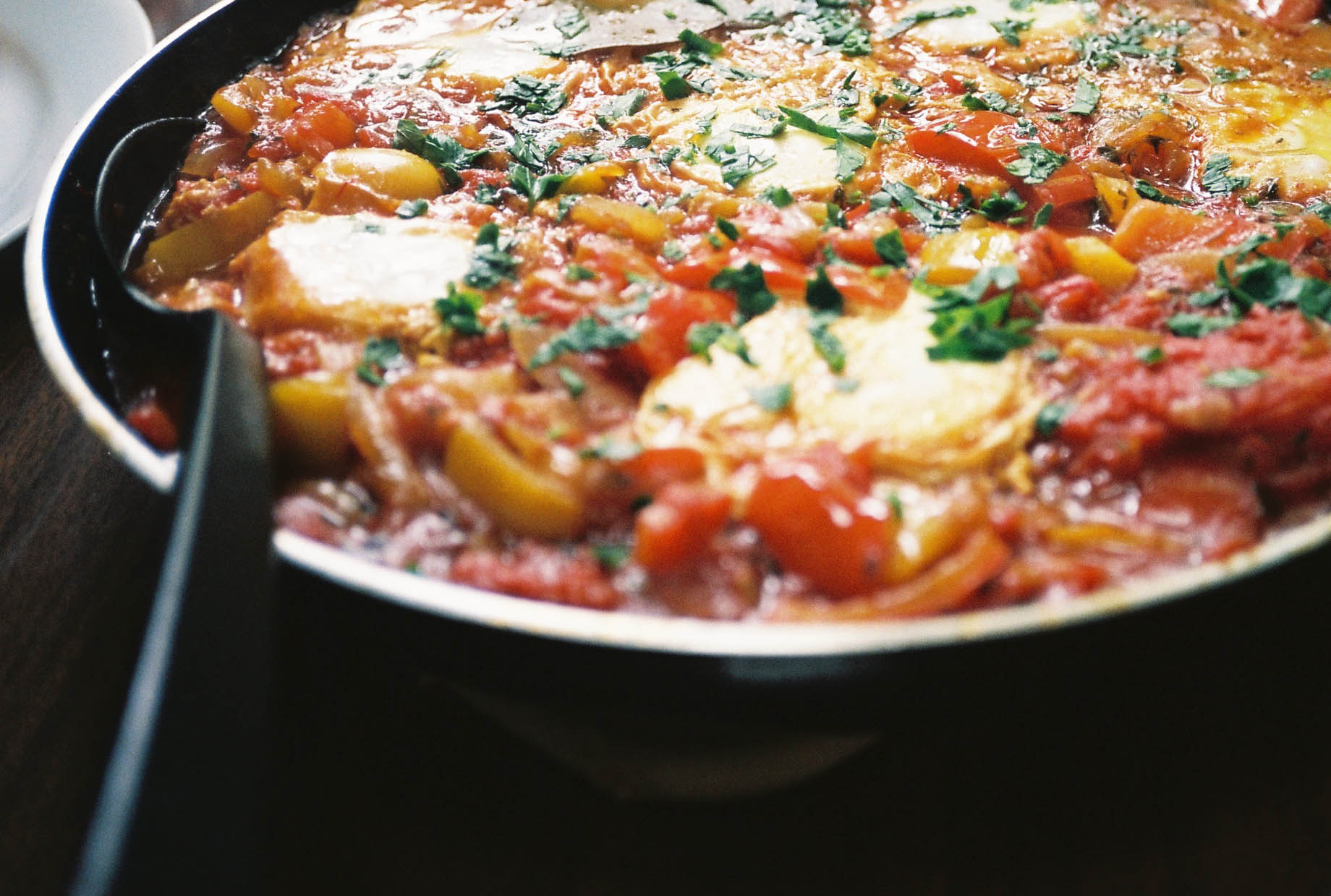
Prato de Shakshuka

Shakshuka (em árabe: شكشوكة‎) é um prato da culinária do Oriente Médio. No Brasil também é chamado de: "Ovos do Purgatório".
O xacxuca é uma espécie de ratatouille, normalmente coberta com ovos batidos, muitas vezes considerada o prato nacional da Argélia, embora seja popular também nos países vizinhos, enquanto que os judeus que saíram do Magrebe para Israel fizeram desta iguaria um prato muito popular para o pequeno-almoço.  Os ingredientes principais são tomate, cebola e pimento fritos em azeite, mas existem variações, algumas regionais, que utilizam muitos outros ingredientes, principalmente de vegetais, como batata, beringela, azeitona e outros. Não confundir com chakhchoukha, igualmente um prato típico da Argélia, composto por pedaços de pão achatado misturados com um guisado de carne e grão-de-bico.
Uma receita aconselha a aquecer óleo com páprica até o corar e juntar cebola e alho até a cebola ficar cozida, mas sem mudar de cor; acrescentar tomate e mexer, mas sem o deixar cozer, depois o pimento, água, sal e pimenta e deixar cozer a fogo brando em recipiente tapado. Fazer “ninhos” na mistura para deitar neles ovos inteiros para ficarem escalfados. Servir com pão ou arroz. 
Algumas variações incluem cominhos fritos no óleo, antes de deitar a páprica, ou coentro moído, ou ainda harissa ou malagueta, junto com a cebola. Camarão fresco, merguez (uma salsicha típica da Argélia) ou azeitonas e alcaparras podem também ser adicionados ao molho, antes ou em vez dos ovos. Em termos de vegetais, pode juntar-se beringela ou batata em pequenos pedaços, quando se estiver a cozinhar o pimento. No final, pode servir-se com ovos cozidos ou atum enlatado.